# Autódromo Huachalalume La Serena
Das Autódromo Huachalalume La Serena, auch Autódromo Juvenal Jeraldo oder Autódromo de Huachalalume, ist eine Motorsport-Rennstrecke in der Stadt Huachalalume an der Grenze zwischen den Gemeinden La Serena und Coquimbo in der Región de Coquimbo in Chile.

## Geschichte
Das Autodrom wird betrieben vom 1958 gegründeten, lokalen Motorsportclub CAD Norte Chico, der die Strecke in den 1970er Jahren auf dem Land des Grundbesitzers Juvenal Jeraldo Serrano errichtete. Das Gelände der Strecke umfasst 102 Hektar. Die Investitionen in die Strecke belaufen sich derzeit auf mehr als 1,3 Milliarden chilenische Peso (ca. 1,3 Mio. €).

## Streckenbeschreibung
Die Kurzvariante der Strecke hat eine Länge von 1400 m. Sie wurde 2007 durch eine Streckenerweiterung im Ostteil des Kurses erweitert, so dass zwei Streckenvarianten konfigurierbar sind.

## Veranstaltungen
- Carrera Cup Chile